# Бармин, Николай Михайлович
Николай Михайлович Бармин (22 марта 1922, Кольчугино, Томская губерния — 12 января 1997, Москва) — советский и российский актёр театра и кино.

## Биография
Родился 22 марта 1922 года в семье рабочего в посёлке Кольчугино (ныне г. Ленинск-Кузнецкий Кемеровской области). Участник Великой Отечественной войны с 1941 года. Принимал участие в боевых действиях на Юго-Западном и Украинском фронтах. После окончания войны поступил в ГИТИС.
В кино дебютировал в студенческие годы в 1947. С 1948 по 1992 год — актёр Центрального театра транспорта (сейчас Московский драматический театр им. Н. В. Гоголя). С 1955 по 1990 год играл на сцене Театра-студии киноактёра.
Умер 12 января 1997 года. Похоронен в Москве на Хованском кладбище.

## Фильмография
- 1947 — Поезд идёт на восток — пассажир-геолог
- 1952 — Свет в Коорди — Воробьев
- 1956 — Есть такой парень — Фирсонов
- 1956 — Капитан «Старой черепахи» — председатель ГубЧека Никитин
- 1956 — Миколка-паровоз — отец Миколки
- 1958 — Её большое сердце — эпизод
- 1958 — Красные листья — Стырный
- 1959 — Девочка ищет отца — батька Панас, командир партизанского отряда / секретарь райкома партии Микулич
- 1959 — Человек меняет кожу — Металкин
- 1960 — Северная радуга — генерал Ермолов
- 1960 — Утро — Смирнов
- 1960 — Человек не сдаётся — полковник Рябов, комдив
- 1961 — Наша улица — Барышев
- 1962 — Двое в степи — офицер
- 1962 — Дети Памира — командир
- 1962 — Одержимые — Андреев
- 1962 — Остров Ольховый (короткометражный телефильм) — член бюро горкома
- 1962 — Ход конём — директор училища
- 1963 — Большие и маленькие — Николай Иванович
- 1963 — Им покоряется небо — инженер-конструктор
- 1964 — Жили-были старик со старухой — житель посёлка
- 1964 — Отец солдата — полковник
- 1964 — Пядь земли — командир разведки
- 1964 — Спроси своё сердце — Лаврушин
- 1965 — 26 бакинских комиссаров — Фёдор Адрианович Фунтиков
- 1965 — Дни лётные — генерал Барыбин, командующий
- 1965 — Мы, русский народ — офицер
- 1965 — Наш дом — ревизор в автобусе
- 1965 — Перекличка — генерал
- 1965 — Сквозь ледяную мглу (телефильм) — эпизод
- 1966 — Два года над пропастью — генерал Савченко
- 1966 — Сказка о царе Салтане — Черномор
- 1967 — Места тут тихие — генерал
- 1967 — Один шанс из тысячи — генерал
- 1967 — Таинственная стена — майор
- 1968 — Исход — начальник штаба
- 1969 — Адъютант его превосходительства — начальник станции
- 1969 — Эхо далёких снегов — майор
- 1969 — Яблоки сорок первого года — капитан милиции
- 1970 — И был вечер, и было утро — эпизод
- 1970 — Море в огне — эпизод
- 1970 — Человек с другой стороны — эпизод
- 1971 — Город под липами — командир
- 1971 — Конец Любавиных — начальник милиции
- 1971 — Смертный враг — эпизод
- 1971 — Хозяева — начальник отряда
- 1972 — Возвращение скрипки — эпизод
- 1972 — Пётр Рябинкин — эпизод
- 1972 — Укрощение огня — генерал авиации
- 1973 — Бесстрашный атаман — эпизод
- 1973 — Попутный ветер — Фёдор
- 1973 — Человек в штатском — эпизод
- 1974 — Любовь земная — член бюро райкома
- 1974 — Небо со мной — гость, генерал
- 1974 — Рождённая революцией — эпизод
- 1975 — От зари до зари — однополчанин-фотограф
- 1975 — Я — Водолаз 2 — Иван Дергач
- 1976 — Далёкие близкие годы — матрос
- 1976 — Дни хирурга Мишкина — член комиссии
- 1976 — Жизнь и смерть Фердинанда Люса — советский полковник
- 1977 — Буйный «Лебедь» — Михаил Иванович
- 1977 — Бухта радости — Петрович
- 1977 — Гонки без финиша
- 1977 — Ненависть — командировочный
- 1977 — Пыль под солнцем — начальник штаба Николай Михайлович Призванов
- 1978 — Оазис в огне — Арсений
- 1978 — Сибириада — ликвидатор аварии
- 1979 — Птицы летят на север — Иннокентий Михайлович
- 1980 — Выстрел в спину — эпизод
- 1980 — Иначе нельзя — Иннокентий Михайлович
- 1980 — Крах операции «Террор» — председатель из Киева
- 1981 — Любовь моя вечная
- 1981 — Они были актёрами — член военного трибунала
- 1982 — Смерть на взлёте — член комиссии
- 1983 — Пора седлать коней
- 1983 — Трое на шоссе — начальник потребсоюза
- 1983 — Огненные дороги (сериал, фильм 3) — Н. Баршин, руководитель подполья Одессы
- 1984 — Особое подразделение — майор Бармин
- 1984 — Расставания — эпизод
- 1985 — В семнадцать мальчишеских лет — военврач
- 1985 — Утро обреченного прииска — Ожогин
- 1986 — Испытатели — генеральный директор
- 1986 — Михайло Ломоносов — генерал-лейтенант Игнатьев
- 1987 — Оглашению не подлежит — эпизод
- 1988 — Вам что, наша власть не нравится?! — егерь
- 1988 — Гражданский иск — народный заседатель
- 1989 — Авария — дочь мента — эпизод
- 1991 — Не будите спящую собаку — седой кооператор
- 1992 — Тридцатого уничтожить! — генерал КГБ

## Театральные роли
- Хождение по мукам — Иван Гора
- Хижина дяди Тома — Клейтон
- Собор Парижской богоматери — Клод Фроло, Клопен Труильфу, Квазимодо
- Свадьба Кречинского — Нелькин
- Вихри враждебные — Барабинский
- К новому берегу — Виноградов и др.

## Награды
- Орден Отечественной войны II степени (4 апреля 1989)[1]